# Rosemarie Pohlack

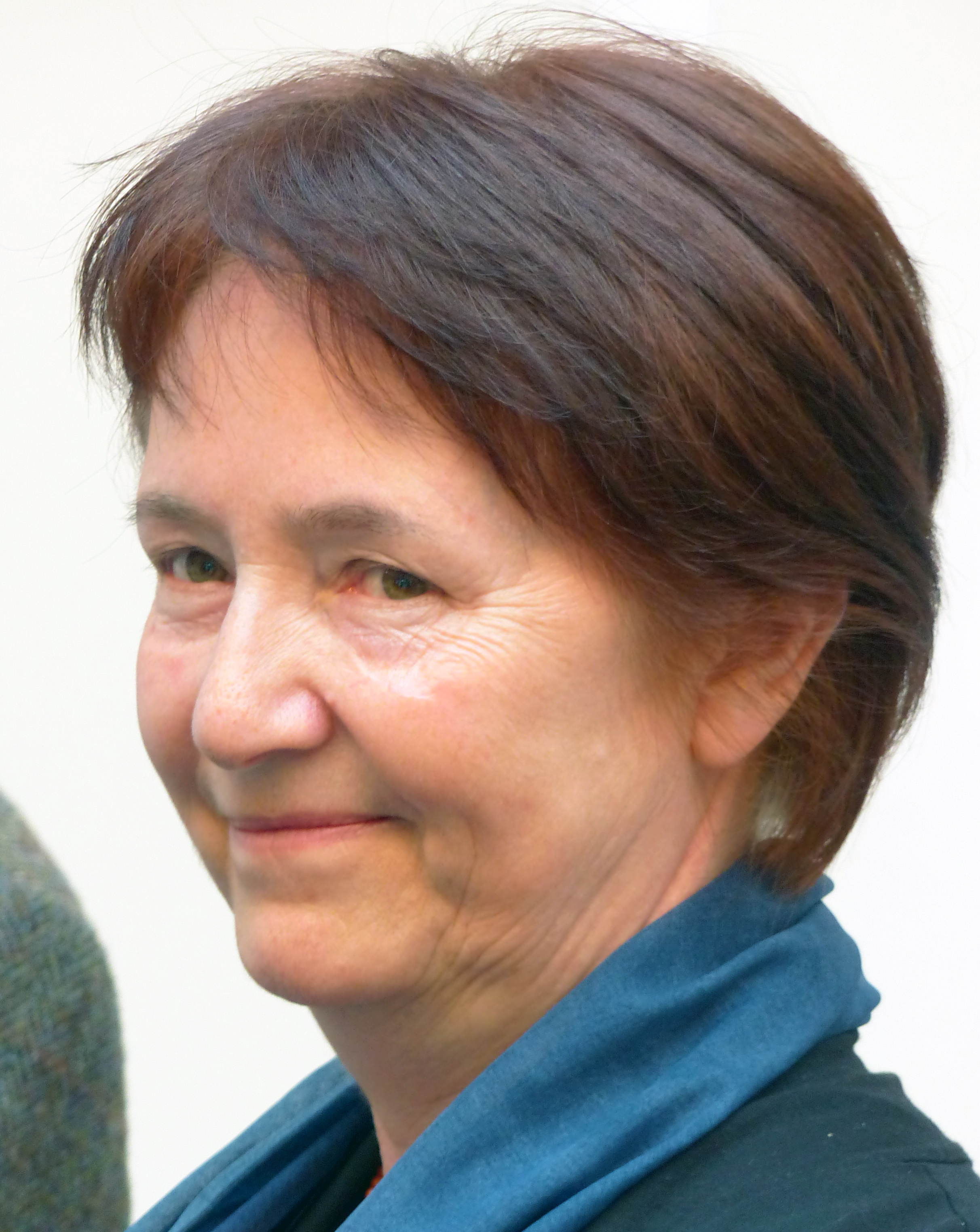
Rosemarie Pohlack (2015)

Rosemarie Pohlack (* 12. November 1953 in Herrnhut) ist eine deutsche Architektin und Denkmalpflegerin. Von 2002 bis 2019 war sie als sächsische Landeskonservatorin tätig.

## Leben
Nach ihrem Studium der Architektur an der Technischen Universität Dresden arbeitete Pohlack in der sächsischen Denkmalpflege, u. a. ab 1976 bei Hans Nadler als Konservatorin im damaligen Institut für Denkmalpflege Dresden; es folgte eine Zeit bei Gerhard Glaser als Planerin im Denkmalpflegebetrieb Dresden.
Nach der Promotion 1989 an der Technischen Universität Dresden mit einer Dissertation zum Wiederaufbau des Dresdner Residenzschlosses war sie von 1991 bis 1993 Leiterin der unteren Denkmalschutzbehörde im Kreis Meißen, gefolgt von einer Tätigkeit im Staatsministerium der Finanzen, zuständig in der Staatlichen Hochbauverwaltung für die Baumaßnahmen an den Schlössern und Gärten des Landes Sachsen. Ab 1999 verantwortete sie als stellvertretende Leiterin des Staatshochbauamtes in Dresden insbesondere Maßnahmen an Gebäuden der Technischen Universität Dresden.
Seit dem 1. September 2002 ist Pohlack als Leiterin des Landesamtes für Denkmalpflege Sachsen auch Landeskonservatorin des Freistaats. Nach ihrem Eintritt in den Ruhestand hat Alf Furkert zum 1. August 2019 das Amt übernommen.
Sie war mit dem Architekten Thomas Pohlack verheiratet, der von 1993 bis 2004 als Oberbürgermeister von Meißen amtiert hatte.

## Ehrungen
- Sächsische Verfassungsmedaille (2020)[2]

## Schriften
- (gemeinsam mit Thomas Pohlack): Das ehemalige Residenzschloß Dresden. Die Kontinuität seiner Bautradition und die architektonischen Umgestaltungen des 19. Jahrhunderts. Schlußfolgerungen zur denkmalgerechten Wiederaufbaukonzeption. 2 Bände. Dissertation TU Dresden 1988 (Typoskript).[3]
- Zum "Weiterbauen" am ehemaligen Residenzschloss Dresden. In: Denkmalpflege in Sachsen: Mitteilungen des Landesamtes für Denkmalpflege Sachsen. Sax-Verlag, Beucha 2008, S. 98–103. ISSN 0943-2132.
- (gemeinsam mit Angelica Dülberg und Norbert Oelsner): Das Dresdner Residenzschloss. Deutscher Kunstverlag, Berlin 2009, ISBN 978-3-42202181-5.
- Vielfalt und Werte der sächsischen Denkmallandschaft